# Ancepaspis reticulata
Ancepaspis reticulata är en insektsart som beskrevs av Brimblecombe 1959. Ancepaspis reticulata ingår i släktet Ancepaspis och familjen pansarsköldlöss. Inga underarter finns listade i Catalogue of Life.